# Sanddünenflora bei Seeheim
Die Sanddünenflora bei Seeheim ist ein flächenhaftes Naturdenkmal in der Gemarkung von Seeheim, Gemeinde Seeheim-Jugenheim im Landkreis Darmstadt-Dieburg in Südhessen. Es wurde mit Verordnung vom 31. März 1950, veröffentlicht am 30. April 1950, unter Naturschutz gestellt.

## Lage
Das Waldgebiet „Sanddünenflora bei Seeheim“ liegt im Naturraum Hessische Rheinebene, Pfungstadt-Griesheimer Sand. Das Naturdenkmal befindet sich nordwestlich von Jugenheim beiderseits des „Jugenheimer Viehtriebs“ und umfasst eine Fläche von 11,877 Hektar. Im Norden wird es vom „Seeheimer Viehweg“ begrenzt, an der Südspitze vom Landbach, im Nordosten von der Landesstraße 3103. Im Westen grenzt seit 1996 eine Teilfläche des Naturschutzgebiets „Kalksandkiefernwald bei Bickenbach, Pfungstadt und Seeheim-Jugenheim“ an.

## Beschreibung, Flora und Fauna
Das Schutzgebiet ist ein lichter Kiefernwald auf nacheiszeitlichen kalkhaltigen Sanden, die teils flach liegen, teils zu Dünen angeweht worden sind. Im Untergrund befinden sich mächtige Schichten älterer Flusssande. Die Sandflächen werden (oder wurden) von seltenen Pflanzen besiedelt, wie Wintergrün-Arten, Braunrote Stendelwurz, Rotes Waldvöglein, Haar-Pfriemengras und Großes Windröschen. Inzwischen dürften sie durch die zunehmende Beschattung durch Rotbuchen und Gebüsch im Unterholz weitgehend verschwunden sein.
In dem Gebiet finden sich zahlreiche Schmetterlinge, beispielsweise Russischer Bär, Wolfsmilchschwärmer und Schwan. Artenreich sind auch die Käfer vertreten, unter anderem Dünen-Sandlaufkäfer, Walker, Schrotbock und Gemeines Spargelhähnchen. Viele Spinnenarten leben am Boden oder in den Pflanzen, wie Listspinne und Spaltenkreuzspinne. Es wurden 18 Schneckenarten nachgewiesen, als Arten der Roten Liste unter anderem Weiße Heideschnecke, Gemeine Heideschnecke und Zylinderwindelschnecke.

## Beeinträchtigungen
An den Rändern und entlang des Weges dringen standortfremde Ruderalpflanzen in das Schutzgebiet vor.
Mitten durch das Naturdenkmal wurde Anfang der 1980er Jahre eine Erdgasleitung verlegt, ohne dass die Naturschutzbehörde beteiligt wurde. 1986 folgte eine weitere Gastrasse, die zudem eine Änderung der Wegeführung nach sich zog. Auf einer Fläche von 275 × 30 Meter wurde der freigelegte Rohsand anschließend mit einer Standard-Gras und Kleemischung eingesät.